# Cien Caras
Cien Caras, pseudonimo di J. Carmen Reyes González (Lagos de Moreno, 11 maggio 1949), è un wrestler messicano.
Noto principalmente per le sue apparizioni nella Consejo Mundial de Lucha Libre.

## Carriera
Dopo essersi allenato con Diablo Velasco e Pantera Negra, debuttò nel 1974 utilizzando il ring name "Mil Caras", ma a causa dell'ovvia confusione con Mil Máscaras, lo cambiò in "Cien Caras". Inizialmente lottò come técnico, ma presto sviluppò uno stile di lotta più violento, e diventò un rudo. Il 24 giugno 1987 a Nezahualcóyotl, Messico, Caras sconfisse MS-1 vincendo l'NWA World Light Heavyweight Championship. Rimase campione fino al 20 marzo 1988, quando fu sconfitto da Lizmark a Città del Messico. Il 21 settembre 1990 perse la maschera nel corso di un feud con Rayo de Jalisco Jr. Alla fine del 1990 lottò contro Jalisco Jr. in uno steel cage match dove un fan gettò sul ring una moneta che colpì Caras in un occhio. Restò fuori due mesi a causa dell'infortunio all'occhio, e si temette che la sua carriera potesse essere finita.
Il 18 agosto 1991 a Monterrey, Caras sconfisse Konnan el Barbaro diventando il secondo CMLL World Heavyweight Champion. Detenne la cintura fino a quando lasciò la CMLL nel maggio 1992, rendendo vacante il titolo. Caras seguì Konnan nella neonata Asistencia Asesoría y Administración, dove continuò la sua rivalità con lui. All'edizione inaugurale dell'evento TripleMania il 30 aprile 1993, Caras sconfisse Konnan in un two out of three falls retirement match dopo che Jake "The Snake" Roberts aveva interferito nell'incontro a suo favore. Caras rimase nella AAA per vari anni prima di tornare nella CMLL. In uno dei suoi ultimi match nella compagnia, lottò insieme a Heavy Metal e Latin Lover in un torneo per incoronare i primi detentori dell'AAA Americas Trios Championship, ma il team fu sconfitto in finale dai Los Villanos (Villano III, IV e V) l'8 marzo 1996.
Nella CMLL, Caras era membro della stable Los Capos con i suoi due fratelli minori, Máscara Año 2000 e Universo 2000 ("Los Hermanos Dinamita") e Apolo Dantes. Nel 2004, Caras e Mascara Año 2000 furono socnfitti da Perro Aguayo Jr. e El Terrible in un hair versus hair tag team match all'evento annuale Homenaje a Dos Leyendas: El Santo y Salvador Lutteroth e i due furono rapati a zero. Caras e Mascara affrontarono Aguayo Jr. e suo padre, Perro Aguayo, in un secondo hair versus hair match nel febbraio 2005, ma uscirono nuovamente sconfitti. In seguito Caras entrò in uno stato di semi-ritiro dal ring.

## Titoli e riconoscimenti
- Asistencia Asesoría y Administración
  - IWC World Heavyweight Championship (1)[3]
  - Mexican National Trios Championship (1) - con Máscara Año 2000 e Universo 2000[4][5]
- Empresa Mexicana de Lucha Libre / Consejo Mundial de Lucha Libre
  - CMLL World Heavyweight Championship (1)[6]
  - Mexican National Heavyweight Championship (2)[4][7]
  - Mexican National Tag Team Championship (2) - con Sangre Chicana (1) e Máscara Año 2000 (1)[4][8]
  - Mexican National Trios Championship (1) - con Máscara Año 2000 e Universo 2000[4][5]
  - NWA World Light Heavyweight Championship (1)[9]
- NWA Hollywood Wrestling
  - NWA Americas Tag Team Championship (1) - con Victor Rivera[10]
- Pro Wrestling Illustrated
  - 158º tra i migliori 500 wrestler singoli nei PWI 500 del 1994[11]
  - 120º tra i migliori 500 wrestler singoli nei "PWI Years" del 2003[12]
- NWA Big Time Wrestling
  - NWA Texas Tag Team Championship (1) - con Jose Lothario[13][14]
- World Wrestling Association
  - WWA World Heavyweight Championship (1)[15]
- Wrestling Observer Newsletter
  - Wrestling Observer Newsletter Hall of Fame (2024) - con Máscara Año 2000 e Universo 2000[16]